# العلاقات السورية الكرواتية
العلاقات السورية الكرواتية هي العلاقات الثنائية التي تجمع بين سوريا وكرواتيا.

## مقارنة بين البلدين
هذه مقارنة عامة ومرجعية للدولتين:
| وجه المقارنة                                              | سوريا                    | كرواتيا                                                  |
| --------------------------------------------------------- | ------------------------ | -------------------------------------------------------- |
| المساحة (كم2)                                             | 185.18 ألف               | 56.59 ألف                                                |
| عدد السكان (نسمة)                                         | 18.27 مليون              | 4.11 مليون                                               |
| الكثافة السكانية (ن./كم²)                                 | 98.66                    | 72.63                                                    |
| العاصمة                                                   | دمشق                     | زغرب                                                     |
| اللغة الرسمية                                             | اللغة العربية            | اللغة الكرواتية                                          |
| العملة                                                    | ليرة سورية               | كونا كرواتية                                             |
| الناتج المحلي الإجمالي (بليون دولار)                      | 60.20 مليار              | 54.85 مليار                                              |
| الناتج المحلي الإجمالي (تعادل القوة الشرائية) بليون دولار |                          | 94.64 مليار                                              |
| الناتج المحلي الإجمالي الاسمي للفرد دولار أمريكي          |                          | 11.54 ألف                                                |
| الناتج المحلي الإجمالي للفرد دولار أمريكي                 |                          | 21.64 ألف                                                |
| مؤشر التنمية البشرية                                      | 0.594                    | 0.818                                                    |
| رمز المكالمات الدولي                                      | +963                     | +385                                                     |
| رمز الإنترنت                                              | .sy                      | .hr                                                      |
| المنطقة الزمنية                                           | ت ع م+02:00، ت ع م+03:00 | توقيت وسط أوروبا، ت ع م+01:00، ت ع م+02:00، أوروبا/زغرب ‏ |

## منظمات دولية مشتركة
يشترك البلدان في عضوية مجموعة من المنظمات الدولية، منها:
| علم المنظمة | اسم المنظمة                               | تاريخ انضمام سوريا | تاريخ انضمام كرواتيا |
| ----------- | ----------------------------------------- | ------------------ | -------------------- |
|             | مؤسسة التنمية الدولية                     | 28 يونيو 1962      | 25 فبراير 1993       |
|             | يونسكو                                    | 16 نوفمبر 1946     | 1 يونيو 1992         |
|             | وكالة ضمان الاستثمار متعدد الأطراف        | 14 مايو 2002       | 19 مارس 1993         |
|             | الأمم المتحدة                             | 24 أكتوبر 1945     | 22 مايو 1992         |
|             | الاتحاد البريدي العالمي                   | ?                  | ?                    |
|             | البنك الدولي للإنشاء والتعمير             | 10 أبريل 1947      | 25 فبراير 1993       |
|             | المنظمة الهيدروغرافية الدولية             | ?                  | ?                    |
|             | الاتحاد الدولي للاتصالات                  | 12 يناير 1924      | 3 يونيو 1992         |
|             | منظمة حظر الأسلحة الكيميائية              | ?                  | ?                    |
|             | مؤسسة التمويل الدولية                     | 28 يونيو 1962      | 25 فبراير 1993       |
|             | المركز الدولي لتسوية المنازعات الاستشارية | 24 فبراير 2006     | 22 أكتوبر 1998       |
|             | منظمة الشرطة الجنائية الدولية             | ?                  | ?                    |

## وصلات خارجية
- موقع وزارة الخارجية الكرواتية